# Izraelský vojenský cenzor

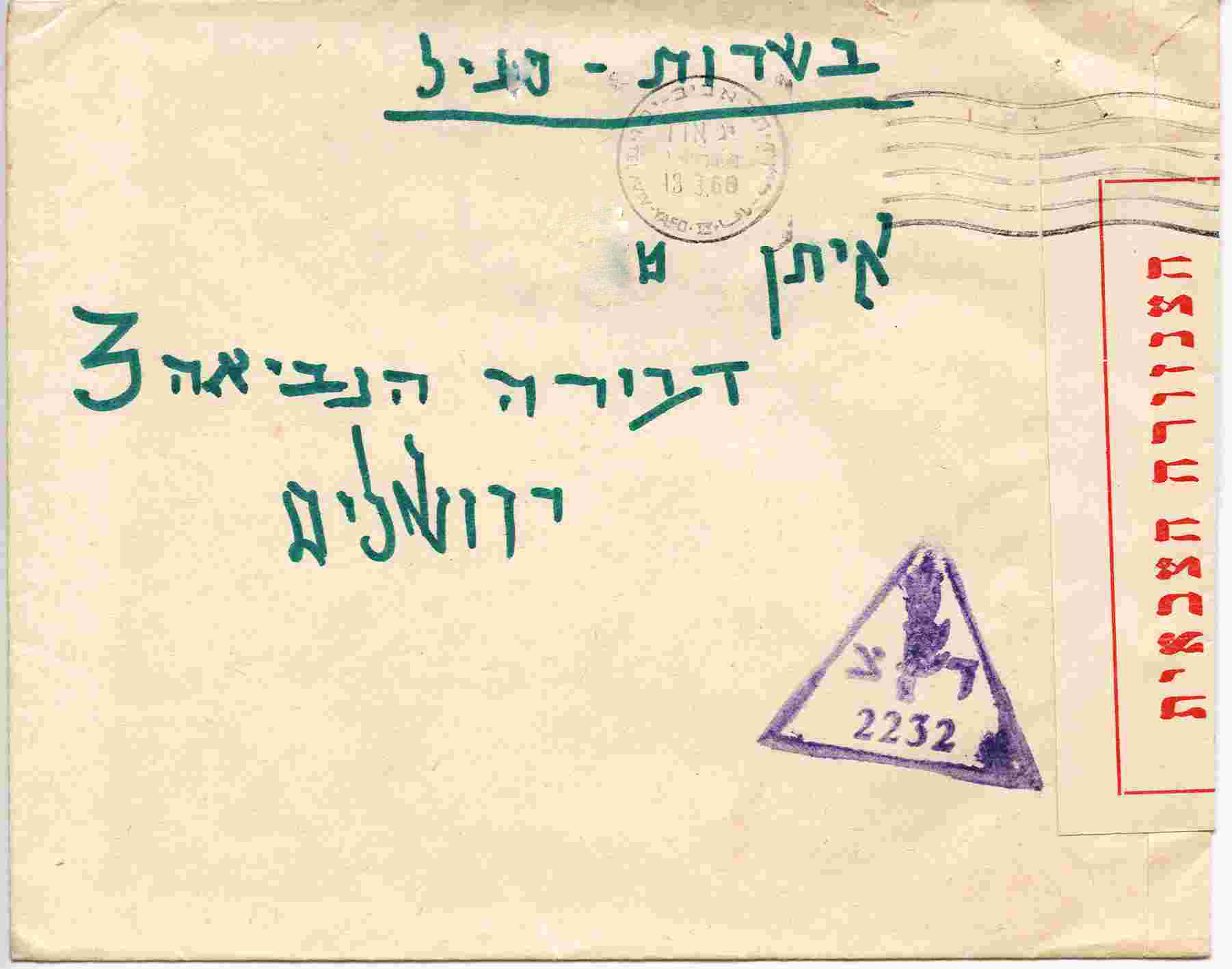
Cenzurovaný dopis izraelského vojáka z roku 1968. Červené razítko v pravé části dopisu označuje, že dopis byl prověřen vojenskou cenzurou.

Izraelský vojenský cenzor (hebrejsky: הצנזורה הצבאית) je jednotka vojenské zpravodajské služby izraelských obranných sil – Aman, která dohlíží na zveřejnění informací týkajících se armádních složek a obecně pak samotné bezpečnosti Izraele. Vojenský cenzor má v rámci své služby pravomoc potlačit informace, jejich zveřejnění by bylo kompromitující. V praxi je nicméně schopnost cenzora potlačit zveřejnění novinových zpráv v izraelských médiích spíše omezená, neboť izraelské zpravodajství cenzuru často obchází například citováním zahraničních zpravodajských zdrojů, které, coby informace publikované původně mimo Izrael, nepodléhají omezení izraelské vojenské cenzury.
V průměru je každý rok v Izraeli vojenským cenzorem cenzurováno 2240 tiskových článků, z toho přibližně 240 zcela a asi 2000 částečně. Aktivita cenzora pravidelně výrazně roste v obdobích vojenských operací Izraele v Pásmu Gazy.

## Dohoda o cenzuře
V roce 1966 došlo mezi zástupci médií a izraelskými obrannými silami k podpisu takzvané Dohody o cenzuře (anglicky: Censorship Agreement). Na základě dohody média souhlasila, že se budou řídit rozkazy vojenského cenzura, zatímco izraelská armáda se zavázala, že institut vojenské cenzury nebude zneužívat. Mezi tři hlavní body dohody patří:
- Cílem cenzury je zabránit zveřejnění bezpečnostních informací, které by mohly posloužit nepříteli či poškodit Izrael.
- Nebude docházet k cenzuře politických témat či vyjádření názorů a hodnocení, pokud informace nespadají pod utajované informace.
- Vojenský cenzor bude informovat média, která témata bude vyžadován jeho souhlas. Tento seznam se může měnit, ale vždy zahrnuje dva základní okruhy: bezpečnost státu a imigraci Židů ze zemí nepřátelských k Izraeli.

## Parlamentní a soudní dohled
Během 90. let jmenoval parlamentní výbor Knesetu pro zahraniční věci a obranu podvýbor, jemuž předsedal Jossi Sarid. Ten měl prověřit existenci a úlohu vojenského cenzora. Tento podvýbor doporučil i nadále v platnosti dohodu o cenzuře uzavřenou v 60. letech s médii, doporučil jej však doplnit ji o následující body:
- Rozšířit podmínky Dohody na všechna média v Izraeli, tedy ne pouze na ta se zástupci v redakčním výboru.
- Jednoduchému odvolání proti rozhodnutí k výboru pro cenzuru nebude přisedat náčelník Generálního štábu, ale soudce Nejvyššího soudu nebo penzionovaný soudce se statusem arbitra dle arbitrážního práva.
- Podmínky Dohody o cenzuře budou rozšířena na zahraniční novináře působící v Izraeli.
- Novinám bude umožněno citovat cokoli, co bylo zveřejněno v jiných novinách, pokud vojenský cenzor nerozhodne, že materiál představuje „bezprostřední a okamžité nebezpečí“ v duchu podmínek stanovených Nejvyšším soudem.
- Vojenský cenzor nebo ministr vnitra nemohou ukončit činnost novin, pokud nejsou součástí Dohody, aniž by tyto měly možnost odvolat se proti rozhodnutí k soudu.

## Vrchní cenzor
Jednotce velí vrchní cenzor, což je důstojník přímo jmenován ministrem obrany. Jeho funkce je zcela nezávislá; není podřízen ani ministrovi obrany, náčelníkovi Generálního štábu, náčelníkovi Amanu, komukoliv z vojenského velení ani politického vedení a zodpovídá se pouze parlamentnímu a soudnímu dohledu. K prosinci 2007 vykonával funkci vrchního cenzora plukovník Sima Vaknin.

## Příklady
V Izraeli je zmapována celá řada případů vojenské cenzury, a to již od padesátých let 20. století. Aktivity cenzora se zvyšují v dobách izraelských vojenských operací či válek. Izraelská armáda cenzuru uplatňuje nejen na domácí média, ale i zahraniční, zejména ta vznikající v angličtině. Zahraniční média točí reportáže a píší články v dohodě s izraelskou armádou, která má právo na autorizaci.
Až do roku 2022, kdy byl zrušen cenzorský zákaz, téměř třicet let nesměla média psát o skutečnosti, že izraelská armáda disponuje drony, se kterými koná útoky. V době války v Pásmu Gazy bylo reportováno, že například americká CNN veškeré své články o konfliktu konzultovala s izraelskou armádou. Novinářům byl do Pásma Gazy zakázán přístup. Ti, kteří získali povolení do pásma vstoupit, byli pod přísným doprovodem a dohledem vojáků. Současně byl kontrolován materiál, který pořídili.